# Раево (Ярославская область)
Раево — село в Некоузском районе Ярославской области России. 
В рамках организации местного самоуправления входит в Веретейское сельское поселение, в рамках административно-территориального устройства — в состав Лацковского сельского округа.

## География
Расположено на берегу речки Шумаровка в 18 км на запад от центра поселения посёлка Борок и в 31 км на север от райцентра села Новый Некоуз.

## История
Каменная церковь Василия Великого с колокольней построена в 1841 году на средства Мологского помещика статского советника Николая Дмитриевича Соковнина при содействии прихожан. Церковь и кладбище при ней были обнесены оградой. Престол в ней был один – во имя Святителя Василия Великого. 
В конце XIX — начале XX века село входило в состав Воскресенской волости Мологского уезда Ярославской губернии.
С 1929 года село входило в состав Лацковского сельсовета Некоузского района, с 2005 года — в составе Веретейского сельского поселения.

## Население
| 1859 | 2002 | 2007 | 2010 |
| ---- | ---- | ---- | ---- |
| 139  | ↘6   | ↘1   | ↗3   |

## Достопримечательности
В селе расположена недействующая Церковь Василия Великого (1841).